# Len Wein
Leonard Norman Wein (Nueva York, Nueva York, Estados Unidos; 12 de junio de 1948-Nueva York, Nueva York, Estados Unidos; 10 de septiembre de 2017) fue un historietista y editor estadounidense, particularmente célebre por ser el cocreador, junto con Bernie Wrightson, de la historieta y personaje homónimo La Cosa del Pantano, de la editorial DC Comics y por inyectarle nueva vida a la serie de historietas X-Men de Marvel Comics.

## Primeros trabajos
El editor de DC Comics Joe Orlando contrató a Marv Wolfwman y Lein Wein como trabajadores independientes. La primera historieta profesional de Wein fue «Eye of the Beholder» en Teen Titans #18 (diciembre de 1968) para DC Comics, donde junto con el coescritor y futuro historietista Marv Wolfman creó al personaje masculino Starfire, que después fue renombrado como Red Star. A finales del año siguiente, Wein publicó historias de misterio en las series antológicas The House of Secrets de DC Comics y en Tower of Shadows y Chamber of Darkness de Marvel Comics. 
Adicionalmente, comenzó a escribir para la historieta de romance Secret Hearts y para la historieta basada en la línea de juguetes Hot Wheels, ambos para DC Comics. Escribió también en las revistas de historietas de horror Nightmare y Psycho y en las historietas basadas en el viejo oeste norteamericano The Bravados y The Sundance Kid para Skywald Publications; así como en Mod Wheels y Boris Karloff Tales of Mystery, en la historieta de los juguetes Microbots, y en las historietas de las series de televisión Star Trek y The Twilight Zone, todas para la editorial Gold Key.

## DC y Marvel Comics
El primer trabajo de Wein con un superhéroe de Marvel fue una historia de un solo número en Daredevil #71 (diciembre de 1970) coescrita con el escritor y editor de planta Roy Thomas. Wein después comenzó a hacer esporádicamente los guiones de títulos de superhéroes de DC como Adventure Comics (presentando a Supergirl y Zatanna), The Flash, y Superman, mientras continuaba escribiendo antologías de misterio como las bien recibidas historias de la serie semi-antológica de temática ocultista The Phantom Stranger del #14 al #26 (de agosto de 1971 a septiembre de 1973).
Wein y el artista Bernie Wrightson crearon al personaje de horror La Cosa del Pantano en The House of Secrets #92 (julio de 1971). Durante la siguiente década, La Cosa del Pantano sería la estrella de series y miniseries de DC, incluyendo la primera serie de 1972 a 1976 iniciada por Wein y Wrightson, y la serie de mediados de la década de 1980 Saga of the Swamp Thing, editada por Wein y que presentaba los primeros trabajos del escritor Alan Moore, así como dos películas, y una serie de televisión sindicalizada. 
Escribió por un periodo muy bien recibido en Justice League of America (números 100 a 118) con el artista Dick Dillin. Cocreó, con el artista Carmine Infantino, y escribió la historia de «The Human Target» en Action Comics, Detective Comics y The Brave and the Bold.
A principios de la década de 1970, Len comenzó a escribir regularmente para Marvel Comics. Fue el sucesor de Roy Thomas como redactor jefe de la línea de historietas a color en 1974, manteniéndose en ese puesto por poco más de un año antes de dejarle su lugar a Marv Wolfman. Permaneció en Marvel como escritor y Wein tuvo largos períodos escribiendo en Marvel Team-Up, The Amazing Spider-Man, The Incredible Hulk, The Mighty Thor y Los 4 Fantásticos, así como periodos más cortos en títulos tales como Los Defensores y Brother Voodoo.
En 1975, con el artista Dave Cockrum, revivieron el equipo de mutantes ficticios, X-Men, de Stan Lee y Jack Kirby, después de media década sin actividad del título, modificando la alineación de los miembros del equipo. Entre los personajes que el dúo creó se encuentran Nightcrawler, Tormenta, Coloso, y Thunderbird; adicionalmente, Wein había creado a Wolverine previamente con los artistas John Romita Sr. y Herb Trimpe en The Incredible Hulk. Wein creó la trama de las siguientes dos historias de los X-Men junto con Cockrum. Los guiones de esos números fueron escritos por Chris Claremont, quien después desarrolló a X-Men para convertirse, junto con Spider-Man, en una de las principales series de Marvel.

## Regreso a DC
A finales de la década de 1970, posterior a una disputa con la gerencia de Marvel, Wein regresó a DC como escritor y eventualmente como editor. Escribió el guion de un largo periodo de Batman y colaboró en Green Lantern con los artistas Dave Gibbons y Mark Farmer. También escribió el diálogo de la miniserie Legends basado en los argumentos de John Ostrander y las ilustraciones de John Byrne y Karl Kesel. Como editor, trabajó en la primera miniserie de Camelot 3000, y series exitosas tales como The New Teen Titans, Crisis on Infinite Earths, All-Star Squadron, y en, Watchmen, la aclamada e influyente miniserie de Alan Moore y Dave Gibbons.
Wein después escribió un revival de Blue Beetle, hizo el guion y actualizó a Wonder Woman sobre los argumentos del dibujante George Pérez, y creó al superhéroe Gunfire junto con el artista Steve Erwin.

## Últimos trabajos
Siguiendo su segundo periodo en DC y después de mudarse a la costa oeste de Estados Unidos, Wein trabajó como redactor jefe de Disney Comics durante tres años a principios de la década de 1990. Después de dejar a Disney Comics, Wein comenzó a escribir y editar las historias de las series animadas de los X-Men, Batman, Spider-Man, Street Fighter, ExoSquad, Phantom 2040, Godzilla, Pocket Dragon Adventures, Reboot y War Planets: Shadow Raiders. 
En 2001, junto con Wolfman escribió el guion Gene Pool para la compañía productora Helkon, que después adpataría a una historieta de un solo número para IDW Publishing. En septiembre de 2004, Wein completó un guion para una película de La Cosa del Pantano para Silver Pictures en la Warner Bros. En 2005 y 2006, Wein apareció frecuentemente como panelista en la versión del teatro de Los Ángeles del programa televisivo de concursos What's My Line, y en 2006 colaboró con el escritor Kurt Busiek y el artista Kelley Jones en la miniserie de cuatro números Conan: The Book of Thoth para Dark Horse Comics. Wein También escribió los guiones de las serie de historietas The Victorian para Penny-Farthing Press y escribió historias para las historietas de Bongo Comics' basadas en los programas televisivos The Simpsons y Futurama.

## Vida personal
Su primera esposa fue Glynis Oliver, una colorista de historietas que pasó años en los títulos de X-Men. Su segunda esposa es M.C. Valada, una fotógrafa y abogada de la industria del entretenimiento.

## Reconocimientos
Wein ganó el Shazam Award de Mejor Escritor (Drama) en 1972, por Swamp Thing, y otro ese año de Mejor Historia Individual (Drama), por "Dark Genesis" en Swamp Thing #1 (junto con Berni Wrightson). Fue nominado en esas mismas categorías el año siguiente.
Ganó el Comics Buyers Guide Award de Mejor Editor en 1982.
Wein fue nominado en 1999 para el Bram Stoker Award, otorgado por la Horror Writers of America, por la historia de un solo número The Dreaming: Trial and Error, del sello Vertigo de DC Comics.
Aparece brevemente durante un cameo en la película X-Men: Días del Futuro Pasado junto a Chris Claremont como congresistas estadounidenses.